# Светлин Стоилов
Светлин Георгиев Стоилов е български актьор и продуцент.

## Биография
Светлин Георгиев Стоилов е роден на 13 май 1983 г. в София. Двамата му родители са актьори – Боряна Павлова и Георги Стоилов. Завършва средното си образование в 2 СОУ „Емилян Станев“ – специалност „Бизнес и финанси“. През 2002 г. е приет в НАТФИЗ-АДТ в класа на проф. Здравко Митков. През 2004 г. се мести в класа на проф. Димитрина Гюрова, където завършва образованието си.
От февруари 2007 г. след смъртта на баща му е директор на Театър „Мелпомена“ .  Ръководи, менажира и разпространява  представленията :
" Кучки "
" Баща ми се казва Мария "  
" Вражалец "
" Жена ми се казва Борис " 
" Забраненото шоу на Рачков "
" Женитба " 
" Емигранти " 
" Когато котката я няма "
" Благородният испанец "
" Големанов " 
" Малкият принц "
" Маршрутка " 
" Досадникът " 
" Операцията " 
Други 
За периода 2007г. - 2021г. Светлин е организирал над 1 440 представления в 80 града в страната  и над 60 представления в 47 града  по света . Приблизителната бройка на зрителите посетили постановките организирани от него са над 830 000 човека !
Градове  по света в които е организирал представления :
1- Ню йорк
2 - Сан Диего 
3 - Сан франциско
4 - Сиатъл
5 - Маями 
6 - Атланта
7 - Тампа
8 - Ню Йорк
9 - Филаделфия
10 - Бостън 
11 - Чикаго
12 - Далас 
13 - Монреал
14 - Торонто
15 - Вашингтон
16 - Щутгард
17 - Цюрих
18 - Кьолн
19 - Берлин
20 - Хамбург
21 - Кипър
22 - Милано
23 - Лион
24 - Барселона
25 - Валенсия
26 - Майорка
27 - Копенхаген
28 - Лондон
29 - Карлсруе
30 - Мюнхен
31 - Виена
32 - Нюрнберг 
33 - Франкфурт
34 - Амстердам
35 - Брюксел
36 - Окланд 
37 - Бризбейн
38 - Аделайда
39 - Сидни 
40 - Мелбърн 
41 - Мюнстер
42 - Честър
43 - Нотингам
44 - Единбург
45 - Дъблин
46 - Сев.ирландия ( нюри ) 
47 - Малта

Градове в България в които е организирал представления : 
1.     Лом
2.     Козлодуй
3.     Русе
4.     Тутракан
5.     Силистра
6.     Дулово
7.     Тервел
8.     Добрич
9.     Каварна
10.  Балчик
11.  Шумен
12.  Търговще
13.  Разград
14.  Горна Оряховица
15.  Велико търново
16.  Севлиево
17.  Ловеч
18.  Плевен
19.  Червен бряг
20.  Враца
21.  Монтана
22.  Димитровград
23.  Своге
24.  Костинброд
25.  Сливница
26.  Ботевград
27.  Правец
28.  Тетевен
29.  Троян
30.  Севлиево
31.  Дряново
32.  Габрово
33.  Трявна
34.  Варна
35.  Св.Влас
36.  Несебър
37.  Сливен
38.  Казанлък
39.  Карлово
40.  Сопот
41.  Пирдоп
42.  Елин Пелин
43.  София
44.  Перник
45.  Радомир
46.  Кюстендил
47.  Дупница
48.  Самоков
49.  Ихтиман
50.  Панагюрище
51.  Стара Загора
52.  Нова Загора
53.  Ямбол
54.  Бургас
55.  Созопол
56.  Елхово
57.  Раднево
58.  Гълъбово
59.  Димитровград
60.  Раковски
61.  Пловдив
62.  Пазарджик
63.  Стамболийски
64.  Септември
65.  Благоевград
66.  Разлог
67.  Белица
68.  Велинград
69.  Брацигово
70.  Асеновград
71.  Хасково
72.  Харманли
73.  Любимец
74.  Свиленград
75.  Кърджали
76.  Смолян
77.  Гоце делчев
78.  Сандански
79.  Петрич
80.  Каспичан

Светлин Стоилов е семеен с две деца.